# Aris Claeszon
Aris Claeszon (Claszon, Claesz), död 1634 i Amsterdam, var en nederländsk skulptör och arkitekt.

## Biografi
Claeszon var en bild- och stenhuggare från Haarlem i Nordholland som kallades in till Sverige i början av 1620-talet. Han anställdes som stenhuggare vid Stockholms slott 1 november 1622 och deltog i ombyggnadsarbetet på den södra delen av slottet för Maria Eleonoras räkning. 1628 ritade han ett förslag till ett projekterat Riddarhus vid Tyska kyrkan. Han kom i slutet av 1620-talet i Carl Carlsson Gyllenhielms tjänst och utförde 1629 ett gravmonument i alabaster och svart marmor över Gustav Banér i Uppsala domkyrka och i andra kyrkor. Han lämnade Sverige under 1630-talet. Det rörelsemotiv han införde var nytt i svensk skulptur och han kom därmed att inleda barocken.

## Verk i urval

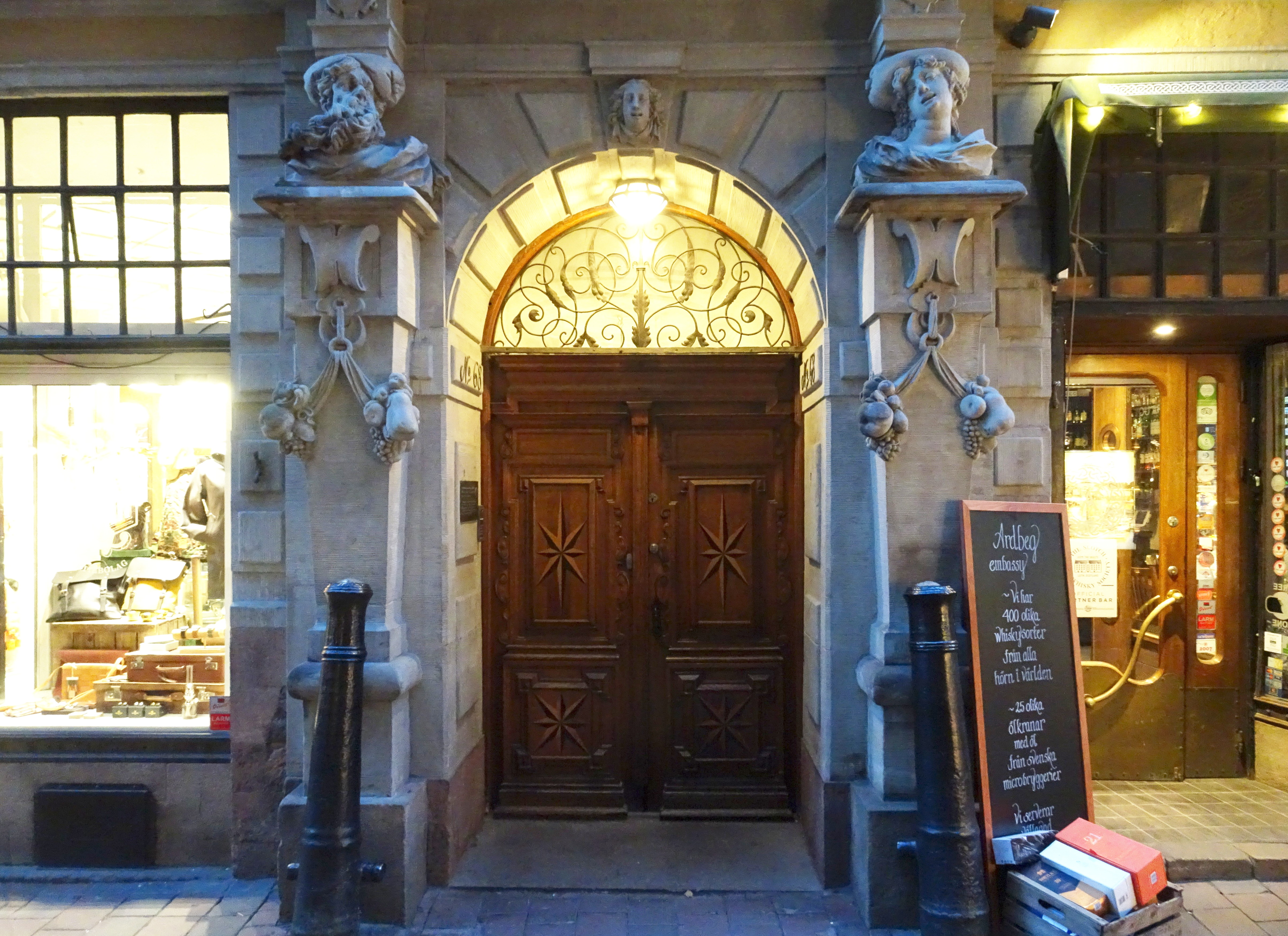
Portal i sandsten till Von der Lindeska huset i Stockholm.
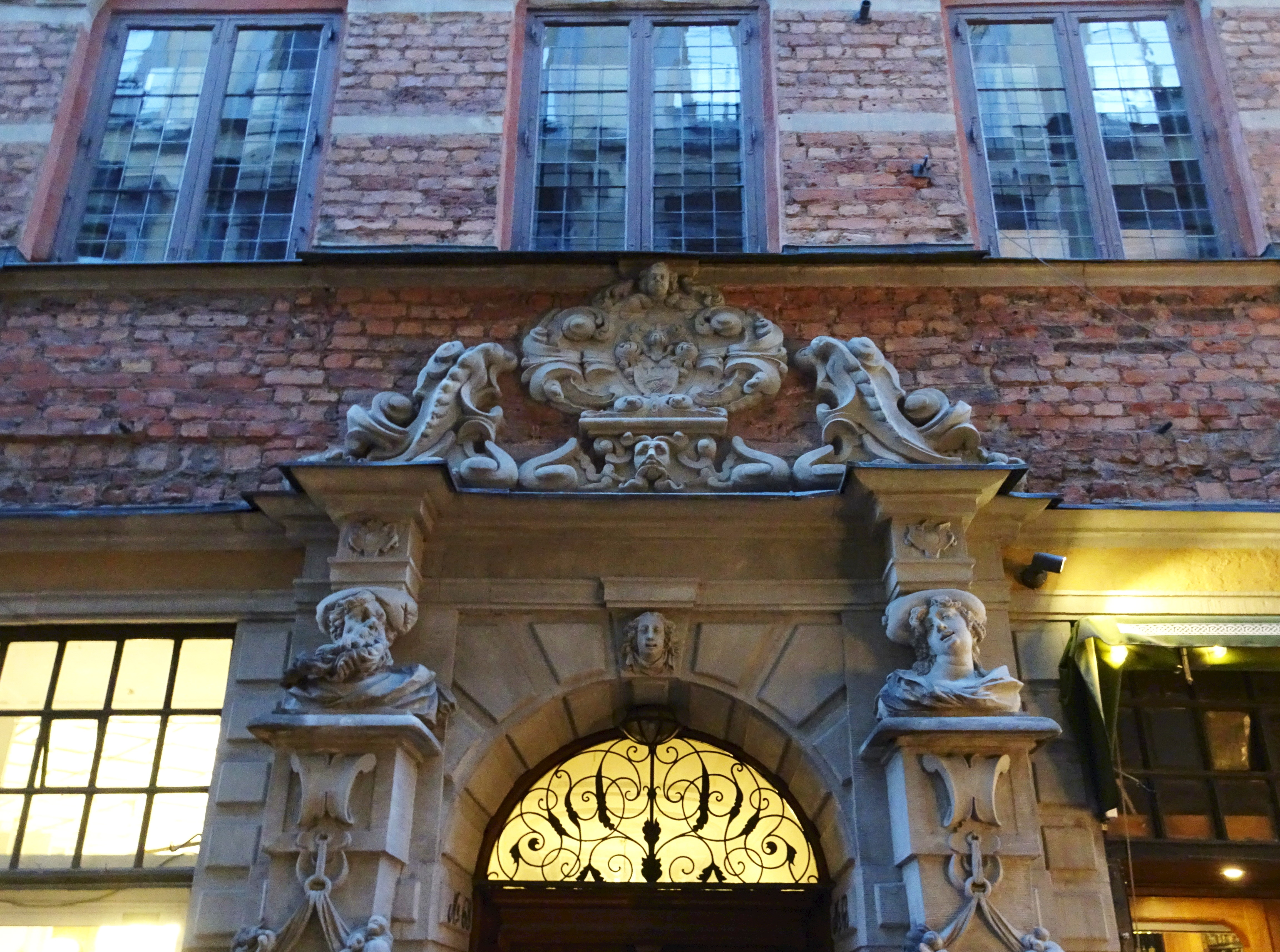
Portal i sandsten till Von der Lindeska huset (övre del).
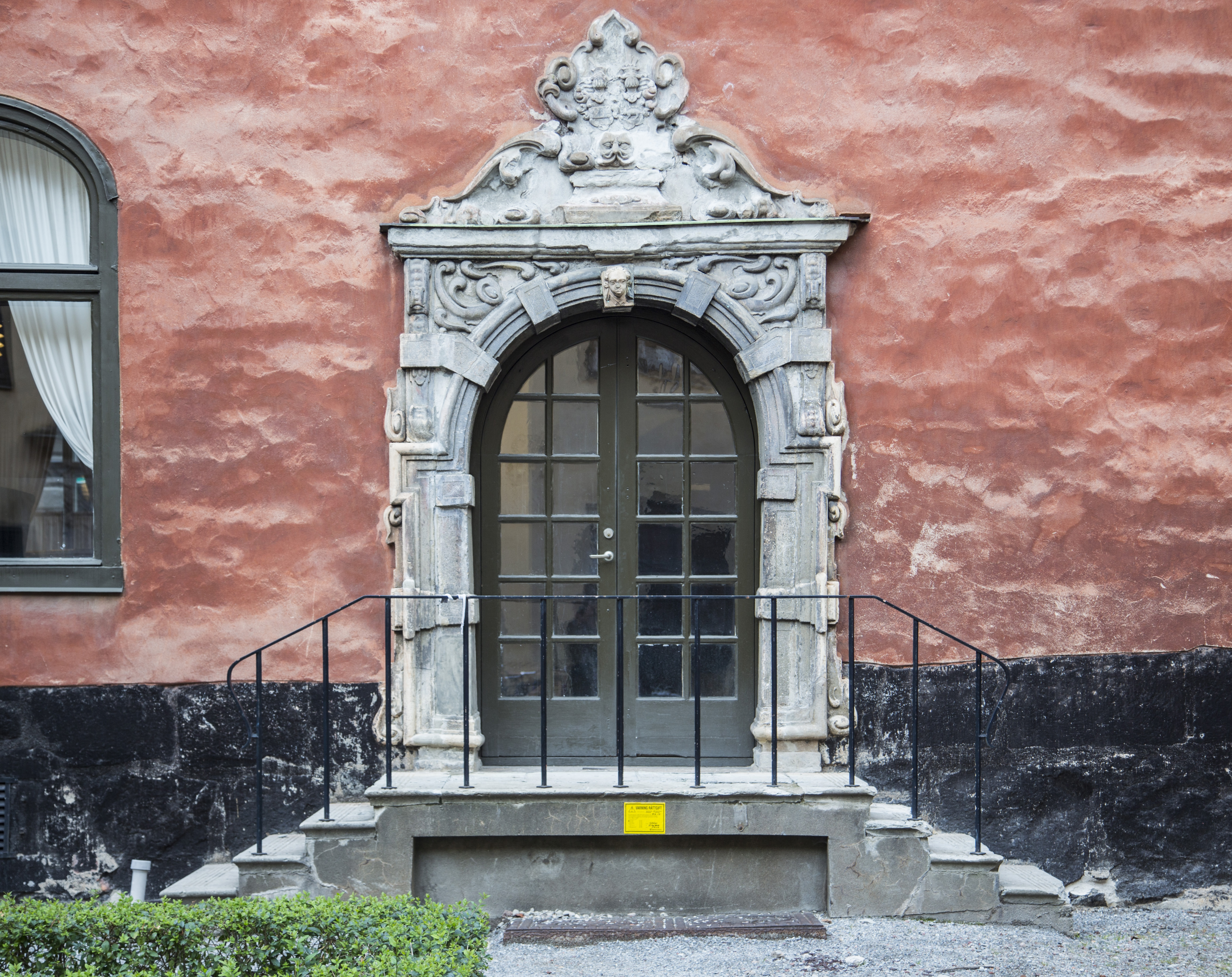
Portal i sandsten till Ryningska palatset Stockholm (tillskrivs Claeszon).
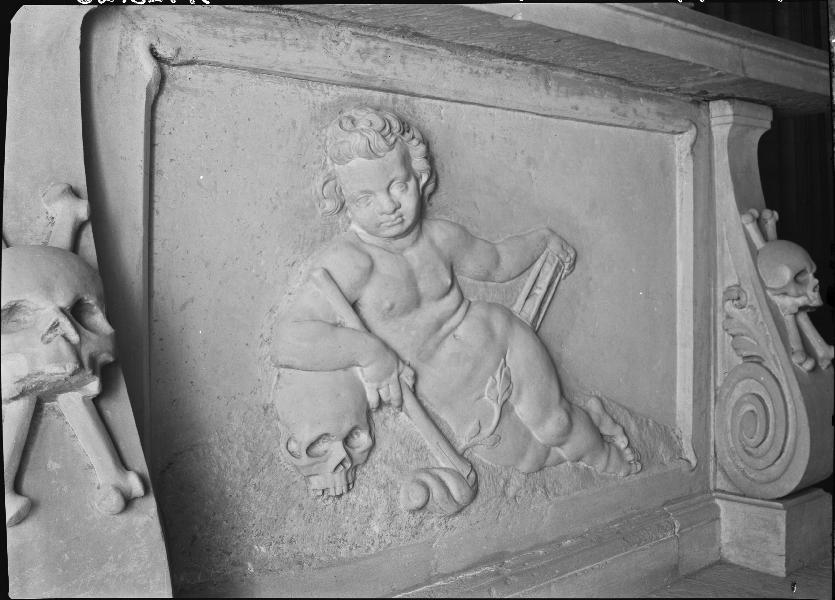
Gravmonument i Uppsala domkyrka över Gustav Banér och hans hustru Kristina Sture.